# Benkő István (lelkész, 1854–1920)
Benkő István (Papolc, 1854. január 24. – Budapest, 1920. december 2.) református lelkész, tanító, Benkő István esperes édesapja.

## Élete
Benkő István és Barabás Rebeka fia. Papolcon és 1865-ben Zágonban végezte az elemi iskolát, gimnáziumba Sepsiszentgyörgyön és 1874-ben Székelyudvarhelyen járt. A teológiát Budapesten tanult, 1878-ban végzett. Ezután Székelyudvarhelyre ment köztanítónak, majd 1880 őszétől külföldi tanulmányokat folytatott, két tanévet Edinburghban, majd egy félévet Bázelben töltött 1882 tavaszától. Előbb vallástanító, majd 1883 végén budapesti segédlelkész lett, s 1885 februárjában került Rákospalotára. 1906-ban a dunamelléki egyházkerület aljegyzőjévé, 1914-ben tanácsbíróvá nevezte ki. Póttagként vett részt a budapesti II. és III. zsinaton. Neje Szászy Etelka volt.

## Művei
- Az énekek éneke (Protestáns Közlöny, 1882.)
- Jób könyve (Uo. 1883–4.)
- Az Úr követése (Beköszöntő). (Budapest, 1885.)
- Hallelujah (Czelder Figyelője, 1886.)
- Keresztény imádságok. (Budapest, 1890.) (V. kiadás 1912.)
- Agenda, azaz: Szertartási beszédek és imák. (Budapest, 1906.)
- Perczel Pálné Magyary Kossa Ludovika felett tártott gyászbeszéde (1901.)